# 한국건강관리협회
한국건강관리협회는 1964년 창립된 민간 기업으로 감염병 예방, 건강검진과 치료, 역학적 조사연구 및 보건교육 등을 사업 대상으로 한다.
감염병의 예방 및 관리에 관한 법률에 따른 제5군 감염병 예방, 비전염성 만성질환과 여타 국민보건의료 연관 질환의 조기발견 및 예방을 위한 효율적인 건강검진과 치료, 역학적 조사연구 및 보건교육 등의 업무를 주로 한다.
서울특별시 강서구 화곡로 372에 위치하고 있다. 법률에 의해 설립되었지만 보건복지부에서는 사단법인으로 분류한다.

## 조직
- 기획조정본부
- 운영관리본부
- 전략사업본부
- 검진관리본부
- 고객관리본부
- 감사실
- 정보지원실
- 메디체크연구소
- 서울서부지부 외 16개 지부
- 중앙검사본부

## 연혁
- 1964년 4월      사단법인 한국기생충박멸협회 설립
- 1965년 2월      전국 11개 시·도지부 설립
- 1966년 4월      기생충 질환 예방법 공포(법률 제1789호)
- 1968년 7월      일본 해외기술 협력단(O.T.C.A)과 기자재 및 기술 지원 협정
- 1973년 4월      일본 만국박람회 기념 사업회와 청사 건축지원 협정(7개 지부 청사)
- 1974년 2월      아세아기생충관리기구(A.P.C.O) 가입
- 1981년 7월      감사원 감사(조직 운영실태 파악, 한국건강관리협회 설립계기)
- 1982년 4월      사단법인 한국건강관리협회 설립
- 1985년 5월      대한 임상검사 정도관리협회 가입
- 1986년 4월      에이즈 상담기관 지정 (보건사회부, 전국13개 시도지부 상담전화 설치)
- 1986년 11월  7일 사단법인 한국건강관리협회와 사단법인 한국기생충박멸협회 통합,사단법인 한국건강관리협회로 개칭
- 1989년 1월      전산시스템 도입 시작
- 1991년 8월      정부 기생충질환예방법 시행규칙 개정(학생, 일반 집단검사 종료시기 명시 : ‘96 전지역)
- 1997년 3월      신생아 선천성대사 이상 검사 시작
- 2000년 4월      한·라오스 기생충 협력사업 개시
- 2000년 7월      북한 조선의학협회에 기생충 약품 기증
- 2000년 12월      한중기생충감염관리 시범사업개시 (2000 ~ 2004)
- 2001년 5월      북한 기생충관리사업 및 건강증진사업 합의서 교환
- 2002년 9월     “대북지원사업자” 기관 지정 (통일부)
- 2004년 8월      몽골 보건부와 건강증진사업 협약 체결,몽골 제15학교(초,중,고) 제1차 학생 건강검진 실시
- 2004년 10월      전국 검체검사 결과 통합관리 시스템 완료
- 2004년 10월      건강증진연구소 설립
- 2004년 12월 21일 북한 민족화해협의회와 어린이 보건지원사업을 위한 합의서 교환
- 2005년 5월      한ㆍ몽골 건강증진사업 UNDP 국가사업으로 선정
- 2005년 11월      식품위생 검사기관 지정 제5200호(식품의약품안전청)
- 2007년 11월 13일 잔지바르 보건부장관 협회 방문
- 2008년 5월      북한 민족화해협의회와 북한기생충연구소 건립 지원사업 개시
- 2008년 12월      평양 종합검진ㆍ검사센터 건립사업 개시(2008~11년)
- 2009년 2월      의료영상정보시스템(PACS) 구축(전국 15개 검진센터)
- 2009년 3월      행정안전부와 건강증진 업무협약 체결(정부중앙ㆍ대전ㆍ광주지방합동청사)
- 2010년 8월      세계보건기구(WHO) 건강증진병원(HPH) 공식회원으로 가입
- 2010년 11월      협회 건강증진서비스 BI "MEDICHECK" 제정 공포
- 2012년 4월 21일 제1회 메디체크 건강걷기대회
- 2017년 12월 19일 기생충박물관 개관

## 기생충박물관
기생충 질환으로부터 국민들의 건강을 지키고 기생충에 대한 관심을 기울일 수 있도록 한국건강관리협회에서는 그 동안 기생충 퇴치를 위해 사용하였던 검사용 기자재, 치료약품 및 영상물, 슬라이드 등 홍보자료와 기생충 표본을 전시하여 기생충 관리의 중요성을 널리 알리고 이를 자라나는 청소년들과 국민 모두에 대한 보건교육의 장으로 활용하고자 기생충 박물관을 설립하였다.

### 전시자료
- 인체 감염 실물 표본, 국내 의과대학 기생충학교실 기증자료, 기생충 성충(조충, 회충, 편충, 구충 등)
- 슬라이드 표본(요충, 머릿니 등)
- 기생충검사용 비품(도말판, 슬라이드, 셀로판지 등)
- 홍보용 슬라이드, 환등기, 영화필름, 영사기 등
- 기생충 관련 전시 패널